# Agnetha Chelimo
Pour les articles homonymes, voir Chelimo.
Agnetha Chelimo (née le 28 mai 1974) est une athlète kényane.

## Carrière
Agnetha Chelimo remporte la médaille d'or du 5 kilomètres marche aux Jeux africains de 1987, aux Championnats d'Afrique de 1989, aux Championnats d'Afrique de 1990 et aux Jeux africains de 1991.
Elle est triple championne du Kenya du 5 km marche (1986, 1987 et 1988) et double championne du Kenya du 10 kilomètres marche en 1989 et en 1991.